# محمدعالم ساعی
محمدعالم ساعی (زاده: ۱۳۵۶ ولسوالی تالقان، ولایت تخار) سیاست‌مدار افغانستانی و نماینده مردم تخار در دوره پانزدهم مجلس نمایندگان افغانستان است.

## زندگی‌نامه
محمدعالم ساعی متولد ۱۳۵۶ از ولسوالی تالقان ولایت تخار افغانستان است. وی دارای مدرک کارشناسی ارشد است.

## دیگر فعالیت‌ها
- مدیر مسئول روزنامه بیرلیک در ترکیه.[۱]
- رئیس اتحادیه جوانان ترک‌تبار افغانستان در ترکیه.[۱]
- مشاور ریاست رادیو تلویزیون آیینه در امور سیاست‌گذاری.[۱]